# SCD-1
SCD-1 (англ. Satellite Data Collection 1 — Сбор спутниковых данных), (порт. Satélite de Coleta de Dados 1) — искусственный спутник Земли, впервые разработанный в Бразилии. Спутник был запущен 9 февраля 1993 года американской ракетой-носителем Пегас с самолёта B-52. Основная задача аппарата — сбор экологических данных со станций, расположенных вдоль Амазонки и ретрансляция в пункт обработки.

## История
Первый спутник, принадлежащий Бразилии Brazilsat 1 был запущен в 1985 году, но он был разработан канадской компанией Spar Aerospace. SCD-1 стал первым разработанным полностью в Бразилии.
Спутник был запущен вместе с американским спутником OXP 1 коммерческой крылатой ракетой-носителем Пегас корпорации Orbital Sciences Corporation (OSC), сброшенной с самолёта B-52 на высоте 13 км над уровнем моря и в 128 км к востоку от космического центр Кеннеди над Атлантикой.
Аппарат вышел на круговую орбиту с перигеем 722 км и апогеем 787 км и наклоном 25° к экватору.
Изначальный срок службы оценивался в 1 год, но превысил его многократно.
На 2019 год спутник продолжает работу.
В 2015 году в честь спутника назвали холмы на карликовой планете Плутон.

## Задачи
Вдоль долины Амазонки расположены несколько автоматических платформ сбора данных экологической обстановки. Спутник SCD-1 принимает данные с них и передаёт в пункты обработки в Куябе и Алькантаре. Далее эти данные используются в прогнозах погоды, исследованиях океанских течений, приливов, химии атмосферы, сельскохозяйственном планировании.
Также спутник отрабатывал новые технологии Бразилии по приёму сигналов, ориентации и работу солнечных батарей.

## Конструкция
Спутник представляет собой восьмиугольную алюминиевую призму 1 м в диаметре, высотой 1,45 м, покрытую кремниевыми солнечными батареями.
На верхних и нижних панелях располагаются по две антенны одинаковой поляризации. Два транспондера, работающих в S-диапазоне, осуществляют передачу телеметрии и данных на частоте 401,650 МГц. Никель-кадмиевый аккумулятор ёмкостью 8 Ач накапливает энергию для работы в тени. Избыточное тепло рассеивается через два радиатора, расположенных на нижней панели спутника. Ориентация осуществляется изменением магнитного момента, а положение определяется с помощью солнечных датчиков и магнитометра.